# Огава, Ёко
Ёко Огава (яп. 小川 洋子 Огава Ё:ко, род. 30 марта 1962 года) — японская писательница. Лауреат ряда литературных наград, включая премию Акутагавы (1990) и премию Ёмиури (2004). Из международных наград она стала лауреатом премии Ширли Джексон и Американской книжной премии. Роман «Полиция памяти» в 2020 году был включён в шорт-лист Международной Букеровской премии.
Среди её наиболее известных произведений — «Домработница и профессор», «Бассейн» и «Отель „Айрис“».

## Биография
Огава родилась в городе Окаяма (префектура Окаяма), закончила Университет Васэда. Выйдя замуж, она оставила работу секретаря медицинского университета и писала, пока муж был на работе. Вначале она писала только в качестве хобби, и её муж не знал, что она писательница, пока её дебютный роман «Порхание бабочки» не получил литературную премию. Её новелла «Дневник беременности» получила престижную литературную премию Акутагавы.
Вместе с семьёй проживает в Асии.

## Карьера
За свою долгую карьеру Огава опубликовала более пятидесяти произведений художественной и нехудожественной литературы. Большая часть её работ ещё не переведена на английский язык. В 2006 году она вместе с Масахико Фудзиварой написала книгу «Введение в самую элегантную математику в мире», диалог о необычайной красоте чисел.
Её работы публиковались в журналах The New Yorker, A Public Space и Zoetrope.
Сюжет французского фильма 2005 года L’Annulaire был частично основан на романе Огавы Kusuriyubi no hyōhon. Роман «Домработница и профессор» был адаптирован в фильм «Любимое уравнение профессора». В сотрудничестве с Amazon Studios Рид Морано и Чарли Кауфман собираются экранизировать её роман «Полиция памяти».

## Влияние
Писатель Оэ Кэндзабуро сказал: «Ёко Огава способна выразить все самые тонкие аспекты человеческой психологии в прозе, которая нежна и в то же время пронзительна». Её переводчик на английский язык Стивен Снайдер сказал: «В том, что она пишет, есть естественность, так что это никогда не кажется принуждением… Её повествование, кажется, течет из источника, который трудно определить».
В своих произведениях она часто обращается к теме памяти. Например, «Домработница и профессор» рассказывает о профессоре математики, который помнит только последние восемьдесят минут, а «Полиция памяти» — о группе жителей острова, которые постепенно забывают о существовании некоторых вещей, таких как птицы или цветы. Ещё одной важной темой в её произведениях является человеческая жестокость, поскольку ей интересно исследовать, что побуждает людей совершать акты физического или эмоционального насилия. Она часто пишет о женском теле и роли женщины в семье, что заставило многих назвать её феминисткой. Огава сомневается в этом, утверждая, что она «просто заглядывает в [мир своих персонажей] и делает заметки о том, что они делают».
Дневник Анны Франк был важным источником вдохновения для Огавы на протяжении всей карьеры. Впервые она познакомилась с дневником, будучи подростком, и завела свой собственный дневник, переписываясь с Анной, как будто они были друзьями. Она отмечает, что «сердце и ум Анны были так богаты», и что «её дневник доказал, что люди могут расти даже в такой замкнутой ситуации. И письмо может дать людям свободу». Учитывая темы преследования и заключения, «Полиция памяти», в частности, является ответом на дневник Анны и Холокост в целом.
Во время учёбы в Университете Васэда на неё повлияли такие японские авторы, как Миэко Канаи, Кэндзабуро Оэ и Харуки Мураками. Она также почувствовала влияние американского писателя Пола Остера, который, по её мнению, «пишет разговорную литературу — такое ощущение, что он записывает историю, которую ему кто-то рассказал, а не создает её сам». Перевод Сибаты также был очень важен, но когда я прочитала «Лунный дворец», я подумала: «Вот как я хотела бы писать. Как будто я просто средство передачи истории из внешнего мира».